# Prix du Maréchal-Foch
Le prix du Maréchal-Foch, de la fondation de la Société des amis du maréchal Foch, est un prix de l'Académie française biennal d’histoire et de sociologie créé en 1955 et « destiné à l’auteur d’une œuvre intéressant l’avenir de la Défense nationale. Il sera donné à un auteur de nationalité française, officier, ingénieur, savant ou philosophe, qui aura écrit un livre, non de pure technique, accessible à tout lecteur cultivé et de nature à favoriser les progrès de l’art et de la science militaire ».
Ferdinand Foch est un général, maréchal de France et membre de l’Académie française, né le 2 octobre 1851 à Tarbes, dans les Hautes-Pyrénées, et mort le 20 mars 1929  à Paris.

## Liste des lauréats
- 1958 : Marcel Carpentier pour la Revue militaire générale
- 1961 : Jean Valluy pour Se défendre
- 1963 : Général Jean Perré pour La guerre et ses mutations
- 1965 : Michel Bar-Zohar pour Suez, ultra secret
- 1967 : André Laffargue pour Foch et la bataille de 1918
- 1969 : René-Gustave Nobécourt pour L’année du 11 novembre
- 1971 : Jean Lestocquoy (1903-1984) pour Histoire du patriotisme en France
- 1977 : 
  - Roger Bruge pour Faites sauter la ligne Maginot
  - Jacques Raphaël-Leygues pour Pont de lianes. Missions en Indochine 1945-1954
- 1979 : Victor Debuchy pour L’étrange histoire des armes secrètes allemandes
- 1981 : 
  - Henri Bellugou (1905-2003) pour Occitanie, nouveaux contes et légendes
  - Roger Bruge pour Juin 1940. Le mois maudit
- 1983 : 
  - Mme Maja Destrem pour Les commandos de France. Les volontaires au béret bleu 1944-1945
  - Georges Fleury pour Le Para
  - Bernard Quilliet pour Les corps d’officiers de la Prévôté et Vicomté de Paris et de l’Île-de-France de la fin de la Guerre de Cent ans au début des guerres de Religion
- 1985 : 
  - Jean Compagnon pour 6 juin 1944. Débarquement en Normandie, victoire stratégique de la guerre
  - Yann Le Pichon pour 1902-1962, Des soldats et des hommes
- 1987 : 
  - Général Delmas pour 1916 Année de Verdun
  - François Flohic et Jacques Raphaël-Leygues pour Darlan
- 1989 : Bernard Pujo (1921-2002) pour Juin, maréchal de France
- 1991 : 
  - Charles-Louis Foulon et Jacques Ostier (1930-....) pour Charles de Gaulle. Un siècle d’Histoire
  - Henri Lerner (1932-2021) pour Catroux
  - Marc Michel pour Gallieni
  - Michelle Michel pour Le Cinquantenaire de l’Ordre de la Libération
  - Pierre Petit (1891?-19..) pour Souvenirs de guerre, 1914-1918
- 1993 : Jacques R.E. Poirier pour La Girafe a un long cou
- 1995 : Jean Cartier (1932-2016) pour Traces de la Grande Guerre
- 1997 : 
  - Anne Blanchard pour Vauban
  - Madeleine Du Chatenet pour Traversay. Un Français ministre de la Marine des Tsars
- 1999 : 
  - André Martel (1930-2019) pour Leclerc. Le soldat et le politique
  - Aude Yung-de Prévaux (1943-....) pour Un amour dans la tempête de l’histoire. Jacques et Lotka de Prévaux
- 2001 : 
  - Gilbert Forray pour Pour quelques arpents de neige
  - Jean Simon pour La saga d’un Français libre
- 2003 : 
  - Philippe Masson pour La Puissance maritime et navale au XXe siècle
  - Jean-Christophe Notin pour La campagne d’Italie. Les victoires oubliées de la France
- 2005 : André Bach pour L’armée de Dreyfus
- 2006 : Pierre Jardin (1944-....) pour Aux racines du mal. 1918, le déni de défaite
- 2007 : Jacques Isnard et Amiral Jean Moulin (1945-....) pour De la mer à la terre. Les enjeux de la marine française au XXIe siècle
- 2009 : Stéphane Audoin-Rouzeau pour Combattre. Une anthropologie historique de la guerre moderne (XIXe – XXe siècle)
- 2011 : Xavier Raufer pour Les Nouveaux Dangers planétaires. Chaos mondial, décèlement précoce
- 2013 : Jean-Baptiste Jeangène Vilmer pour La Guerre au nom de l’humanité. Tuer ou laisser mourir
- 2015 : Christian Malis pour Guerre et stratégie au XXIe siècle
- 2017 : Gérard Chaliand pour Pourquoi perd-on la guerre ? Un nouvel art occidental
- 2019 : Jean-Vincent Holeindre (1979-....) pour La Ruse et la Force. Une autre histoire de la stratégie
- 2021 : Gaïdz Minassian pour Les Sentiers de la victoire. Peut-on encore gagner une guerre ?
- 2023 : Rémy Hémez pour Les Opérations de déception. Ruses et stratagèmes de guerre